# Chimonanthus
Chimonanthus (хімонант, зимоцвіт) — рід квіткових рослин родини Calycanthaceae. Поширений в Азії.

## Види
Описано 3-6 видів, серед яких:
- Chimonanthus praecox (хімонант / зимоцвіт ранній)